# Koczała (gmina)
Koczała – gmina wiejska w województwie pomorskim, w powiecie człuchowskim. W latach 1975–1998 gmina położona była w województwie słupskim.
W skład gminy wchodzi 7 sołectw: Bielsko, Koczała, Łękinia, Pietrzykowo, Starzno, Trzyniec, Załęże
Siedziba gminy to Koczała.
Według danych z 2017 roku gminę zamieszkiwało 3403 osób.
Do atrakcji gminy Koczała należy między innymi spływ kajakowy Brdą. Gmina posiada liczne zabytki, np. zabytkowy, drewniany kościółek z 1617 roku (w Starznie koło Koczały), kościół z XVII wieku (w Pietrzykowie koło Koczały) oraz kościół pod wezwaniem NMP z 1902 roku wyposażony w chrzcielnicę z 1770 roku, ambonę z XVIII wieku i rzeźbę św. Magdaleny z XVII wieku.

## Struktura powierzchni
Według danych z roku 2012 gmina Koczała ma obszar 223,39 km², w tym:
- użytki rolne: 26%[3]
- użytki leśne: 67,7%[2]

Gmina stanowi 14,13% powierzchni powiatu.

## Demografia
Tab. 1. Dane demograficzne z 2012 roku:
| Opis                              | Ogółem | Ogółem | Kobiety | Kobiety | Mężczyźni | Mężczyźni |
| --------------------------------- | ------ | ------ | ------- | ------- | --------- | --------- |
| Jednostka                         | osób   | %      | osób    | %       | osób      | %         |
| Populacja                         | 3488   | 100    | 1759    | 50,43   | 1729      | 49,57     |
| Gęstość zaludnienia [mieszk./km²] | 15,61  | 15,61  | 7,87    | 7,87    | 7,74      | 7,74      |

## Miejscowości

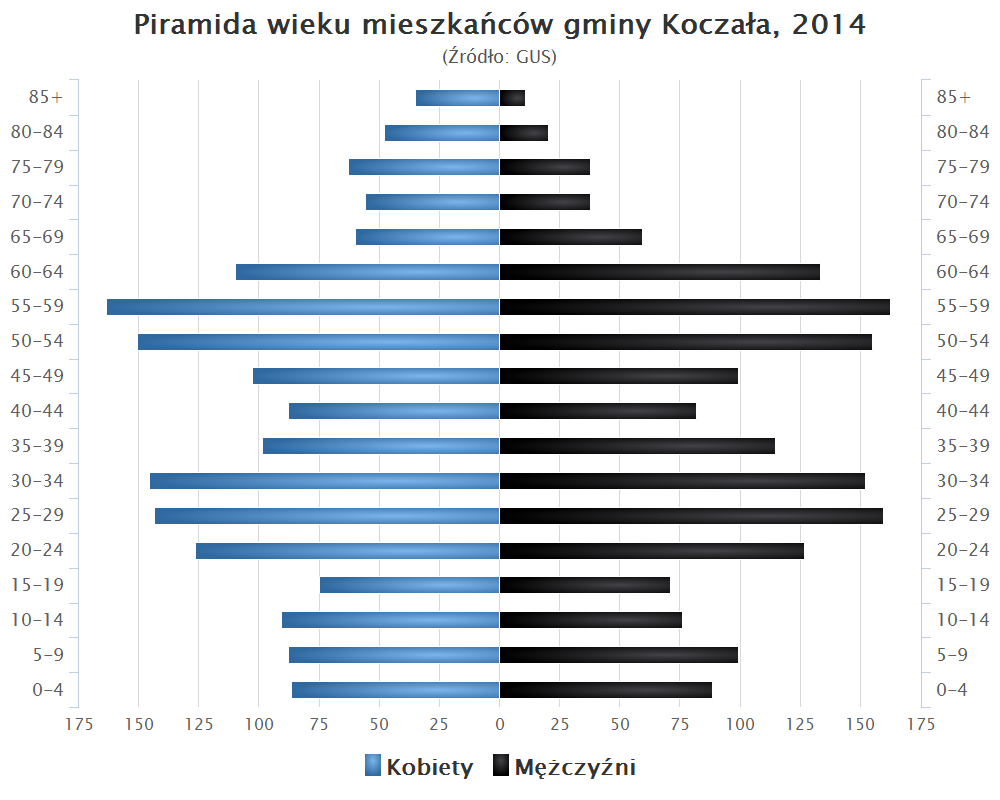
Piramida wieku mieszkańców gminy Koczała w 2014 roku

| Tab. 2. Miejscowości podstawowe oraz ich integralne części w administracji gminy Koczała - z wyrażeniem ich położenia geograficznego.                                                     | Tab. 2. Miejscowości podstawowe oraz ich integralne części w administracji gminy Koczała - z wyrażeniem ich położenia geograficznego. | Tab. 2. Miejscowości podstawowe oraz ich integralne części w administracji gminy Koczała - z wyrażeniem ich położenia geograficznego. | Tab. 2. Miejscowości podstawowe oraz ich integralne części w administracji gminy Koczała - z wyrażeniem ich położenia geograficznego. |
| Identyfikator SIMC | Nazwa miejscowości | Rodzaj miejscowości | Położenie geograficzne |
| --- | --- | --- | --- |
| 0745757 | Adamki | osada | 54°00′05″N 17°06′54″E/54,001389 17,115000                                                                                             |
| 0745616 | Bielsko | wieś | 53°52′09″N 17°07′17″E/53,869167 17,121389                                                                                             |
| 0745622 | Bryle | osada | 53°51′53″N 17°08′10″E/53,864722 17,136111                                                                                             |
| 0745763 | Ciemino | osada | 53°59′23″N 17°06′59″E/53,989722 17,116389                                                                                             |
| 0745680 | Dymin | osada | 53°55′34″N 17°02′59″E/53,926111 17,049722                                                                                             |
| 0745881 | Działek | osada | 53°54′39″N 17°06′36″E/53,910833 17,110000                                                                                             |
| 0745734 | Dźwierzno | osada | 53°57′06″N 17°01′56″E/53,951667 17,032222                                                                                             |
| 0745898 | Kałka | osada leśna | 53°57′45″N 17°06′32″E/53,962500 17,108889                                                                                             |
| 0745674 | Koczała | wieś | 53°54′08″N 17°03′55″E/53,902222 17,065278                                                                                             |
| 0745728 | Łękinia | wieś | 53°54′09″N 17°01′15″E/53,902500 17,020833                                                                                             |
| 0745639 | Niedźwiady | osada leśna | 53°53′23″N 17°08′43″E/53,889722 17,145278                                                                                             |
| 0745823 | Niesiłowo | osada leśna | 53°57′38″N 17°06′56″E/53,960556 17,115556                                                                                             |
| 0745800 | Ostrówek | osada | 53°57′53″N 17°05′59″E/53,964722 17,099722                                                                                             |
| 0745740 | Pietrzykowo | wieś | 53°59′16″N 17°09′17″E/53,987778 17,154722                                                                                             |
| 0745770 | Pietrzykówko | osada | 53°58′26″N 17°07′45″E/53,973889 17,129167                                                                                             |
| 0745697 | Płocicz | osada | 53°51′23″N 17°04′20″E/53,856389 17,072222                                                                                             |
| 0745705 | Podlesie | osada | 53°56′20″N 17°06′06″E/53,938889 17,101667                                                                                             |
| 0745645 | Potoki | osada | 53°52′59″N 17°06′25″E/53,883056 17,106944                                                                                             |
| 0745830 | Stara Brda | osada leśna | 53°56′41″N 17°12′53″E/53,944722 17,214722                                                                                             |
| 0745846 | Stara Brda Pilska | osada | 53°56′46″N 17°12′39″E/53,946111 17,210833                                                                                             |
| 0745792 | Starzno | wieś | 53°58′15″N 17°04′19″E/53,970833 17,071944                                                                                             |
| 0745711 | Strużka | osada leśna | 53°50′52″N 17°04′37″E/53,847778 17,076944                                                                                             |
| 0745651 | Świerkówko | osada | 53°51′38″N 17°08′53″E/53,860556 17,148056                                                                                             |
| 0745817 | Trzyniec | wieś | 53°58′03″N 17°09′40″E/53,967500 17,161111                                                                                             |
| 0745852 | Wilkowo | osada | 53°57′38″N 17°08′33″E/53,960556 17,142500                                                                                             |
| 0745786 | Zagaje | osada | 54°00′20″N 17°07′42″E/54,005556 17,128333                                                                                             |
| 0745875 | Załęże | wieś | 53°55′16″N 17°08′42″E/53,921111 17,145000                                                                                             |
| 0745869 | Zapadłe | wieś | 53°57′03″N 17°10′39″E/53,950833 17,177500                                                                                             |
| 0745668 | Żukowo | osada leśna | 53°49′46″N 17°03′41″E/53,829444 17,061389                                                                                             |
| Źródła: Wykaz urzędowych nazw miejscowości i ich części (xls),Dz.U. z 2013 r. poz. 200 oraz Dz.U. z 2015 r. poz. 1636, Zbiory danych państwowego rejestru nazw geograficznych -2025-06-15 | | | |

## Ochrona przyrody
- Rezerwat przyrody Bagnisko Niedźwiady
- Rezerwat przyrody Jezioro Cęgi Małe

## Miejscowości niesołeckie
Adamki, Bryle, Ciemino, Dymin, Działek, Dźwierzeński Młyn, Dźwierzno, Kałka, Niedźwiady, Niesiłowo, Ostrówek, Pietrzykówko, Płocicz, Podlesie, Potoki, Stara Brda, Stara Brda Pilska, Strużka, Świerkówko, Wilkowo, Zagaje, Zapadłe, Żukowo.

## Sąsiednie gminy
Biały Bór, Lipnica, Miastko, Przechlewo, Rzeczenica